# Lord
Lord (od staroengleskog hlāford - čuvar kruha je britanski naslov koji prvenstveno znači gospodar, dakle osobu koja ima moć i autoritet nad drugim ljudima.
U svom drugom značenju to je plemićki naslov koji se odnosi na članove britanskog perstva dakle na vojvode (engl. duke), markize (marquis), grofove (earl), 
vikonte (viscount) i barone (barun), članove Doma lordova. Ti naslovi mogu biti nasljedni ili dodijeljeni doživotno za zasluge.
Treće značenje se odnosi na zemljoposjednika (Lord of the Manor) a vuče porijeklo iz feudalnog sistema, kad su 
monarsi dodjeljivali feude kao nagradu za vjernost i zasluge.

## Vanjske poveznice
- Lordship na portalu Encyclopædia Britannica